# Karl Klein (Mörder)
Karl Klein (* 1901 in Bexbach; † 1993 ebenda) war ein saarländischer Kommunist, Bürgermeister von Bexbach und Mörder des Polizisten Johann Kerner. Klein saß 24 Jahre im Gefängnis. 1969 gelang ihm, in einer Mülltonne sitzend, eine spektakuläre Flucht aus der Haftanstalt Lerchesflur. 1974 wurde die lebenslange Haftstrafe gegen Klein in einem Wiederaufnahmeverfahren bestätigt.

## Leben bis 1945
Karl Klein entstammt einer Bexbacher Bürgerfamilie. Der Vater war Metzger. 1923 wurde Klein wegen Diebstahls erstmals verurteilt. Ende der 1920er Jahre ließ Klein sich vom Vater seinen Erbteil auszahlen und ging vorübergehend nach Kanada. Anfang der 1930er Jahre kehrte er nach Bexbach zurück und eröffnete eine Metzgerei. 1936, ein Jahr nach der Rückgliederung des Saargebietes ins Deutsche Reich, musste Klein wegen Krankheit sein Geschäft aufgeben. Wegen einer Beinverletzung, die er sich in den 1920er Jahren zugezogen hatte, wurde Klein während des Zweiten Weltkrieges nicht zum Militär eingezogen. Vorübergehend arbeitete er bei den JunkersWerken in Dessau im Flugzeugbau. Zurück in Bexbach, eröffnete er kurz vor Kriegsbeginn die Gaststätte „Goldener Stern“. 1943 wurde der „Goldene Stern“ geschlossen. Klein trat als Landarbeiter in den Dienst seines Vaters. In dieser Zeit soll Klein mit dem späteren Mordopfer Johann Kerner wegen illegaler Schlachtungen, die Klein in großem Ausmaß vornahm, aneinandergeraten sein. Einige Zeugen gaben an, der Polizist Kerner habe gegen Ende des Krieges ein Verfahren gegen Klein anstrengen wollen.
1943 begab sich Klein mit anderen in die Ukraine und verdiente mit Schmuggel von großen Mengen Streichhölzern größere Geldbeträge. Der Bexbacher Kommunist Rudi Buschlinger bezeugte, als Häftling der Konzentrationslager Dachau und Buchenwald von 1941 bis 1943 von Karl Klein Lebensmittelpakete erhalten zu haben. Als die Amerikaner am 21. März 1945 Bexbach besetzten, hisste Klein an seinem Gasthof sowohl die US-Flagge als auch die sowjetische Fahne mit Hammer und Sichel.
Die amerikanischen Besatzungstruppen betrachteten Klein als Antifaschisten und unbelasteten Deutschen. Trotzdem wurde zunächst der Polizist Johann Kerner, der Mitglied der NSDAP gewesen war, zum kommissarischen Bürgermeister ernannt. Auf Intervention Kleins wurde diese Entscheidung jedoch revidiert und Klein wurde nun selbst Bürgermeister.

## Ermordung Johann Kerners
Am 20. April 1945 wurde der Polizeimeister Johann Kerner in der Bexbacher Susannastraße durch zwei Pistolenschüsse ermordet. Nach einem nicht-tödlichen Schuss in den Unterleib wurde er durch einen zweiten Schuss in den Hals getötet.
Der amtierende Bürgermeister Karl Klein wurde gerufen und erschien 20 Minuten nach der Tat am Tatort und nahm Befragungen von Zeugen vor. Es stellte sich heraus, dass der Hausmeister Edmund Neufang für die Nacht kein Alibi hatte. Daraufhin lud Klein den Tatverdächtigen am nächsten Tag zur Befragung. Drei Tage später geriet der Bürgermeister selbst in Verdacht. Anfang 1946 wurden Neufang und Klein von den amerikanischen Besatzungstruppen verhaftet, aber nach kurzer Zeit freigesprochen. Klein verlor jedoch sein Bürgermeisteramt.
Nach 1946 wurde Klein von den nunmehr französischen Besatzungstruppen erneut verhaftet und am 1. August 1947 an das jetzt autonome Saarland und somit deutsche Behörden übergeben.
1948 kam es zu einem erneuten Verfahren, das 1949 mit einem Schuldspruch und dem Todesurteil für Karl Klein endete. Neufang räumte in diesem Verfahren ein, mit Klein einen Mordanschlag auf Kerner geplant und ausgeführt zu haben. Kerner habe zu viele belastende Informationen über Klein und Neufang gehabt. Neufang gab zu, den ersten, nicht-tödlichen Schuss auf das Opfer abgegeben zu haben, und wurde zu 14 Jahren Zuchthaus wegen versuchten Mordes verurteilt. Neufang gab an, nach dem ersten Schuss die Pistole fallen gelassen zu haben und weggelaufen zu sein. Das Gericht kam zu der Überzeugung, dass nur Karl Klein den zweiten, tödlichen Schuss abgegeben haben kann. Klein bestritt zeitlebens die Tat und gab an, mit Frau und Tochter, die dies bestätigten, zu Hause gewesen zu sein.
1949 wurde das Todesurteil in eine lebenslange Haftstrafe umgewandelt. Klein stellte in den folgenden 20 Jahren mit Hilfe von 16 Rechtsanwälten über 50 Wiederaufnahmeanträge, die alle abgewiesen wurden.

## Flucht
1969 gelang Karl Klein eine der spektakulärsten Fluchten aus einem deutschen Gefängnis. Zu Kleins Aufgaben als Küchenhilfe im Gefängnis gehörte das Sammeln von Brotresten, die in einem Ölfass aufbewahrt und später abgeholt wurden. Klein stellte eine Attrappe aus Brotresten her, die er sich über den Kopf stülpte, und konnte sich so in hockender Stellung in dem Ölfass verstecken. Ein Landwirt holte das Fass ab und verließ die Haftanstalt. Erst über eine Stunde später wurde Kleins Ausbruch in der Haftanstalt bemerkt. Klein sprang vom Auto, konnte fliehen und blieb zunächst unentdeckt.
Einige Tage darauf tauchte Klein in der Lokalredaktion der Bildzeitung in Frankfurt am Main auf und berichtete, er sei unschuldig und verlange ein Wiederaufnahmeverfahren. Das Boulevardblatt berichtete großflächig, Klein kam wieder in Haft, erreichte aber, dass der Fall 1973 neu verhandelt wurde. Ein Angebot Erich Honeckers, der ein Jugendfreund Kleins war, ihn in die DDR einreisen zu lassen, lehnte er ab.

## Wiederaufnahmeverfahren
Im Jahre 1971 wurde Karl Kleins lebenslange Haftstrafe nach 24 Jahren zur Bewährung ausgesetzt und er kam auf freien Fuß und kehrte nach Bexbach zurück. 1973 wurde der Fall vor dem Schwurgericht Saarbrücken unter großer öffentlicher Anteilnahme neu verhandelt. Die Angaben einer noch lebenden, angeblichen Tatzeugin, auf die Klein große Hoffnungen gesetzt hatte, wurden als unglaubwürdig eingestuft. Neufang und andere belasteten Klein erneut. Am 18. Januar 1974 bestätigte das Schwurgericht den Schuldspruch von 1949.
Nach seiner Haft lebte Karl Klein noch 19 Jahre in Bexbach und verstarb 1993 in einem Seniorenheim.